# سلامات (محافظة)
تشير هذه المقالة إلى إحدى محافظات تشاد السابقة. من عام 2002 قُسّمت البلاد إلى 18 إقليم.
محافظة سلامات كانت واحدة من 14 محافظة في تشاد. تقع سلامات في جنوب شرق البلاد، وتغطي مساحة قدرها 63000 كيلومتر مربع وكان عدد سكانها 184403 نسمة في عام 1993. عاصمتها أم تيمان.
كان سكان سلامات مزيج من الشعوب المسلمة وغير المسلمة.